# Голованчиков, Александр Борисович
Александр Борисович Голованчиков (род. 22 августа 1945, Молотов) — российский политик, член Совета Федерации (2001—2004).

## Биография
Отец — Борис Андреевич (1907—1979), военный юрист, участник ВОВ, награждён орденами Ленина и Трудового Красного Знамени и медалями СССР. Мать, Полина Зотовна (дев. Шапиро, 1924—1999), домохозяйка. В Сталинград семья переехала в 1949 г.
В 1952 г. начал учёбу в школе, которую закончил в 1962 г. с золотой медалью.

### Политическая карьера
С 1987 по 1990 г.г. был депутатом Волгоградского областного совета; с 1997 по 2001 г. г. был депутатом Волгоградской областной Думы. Под его руководством и непосредственным участием были подготовлены и приняты несколько экологических законов, в том числе по Волго-Ахтубинской пойме, по защите растений и по добыче углеводородов, содержащих серу. С 2001 г. по 2004 г. был членом Совета Федерации РФ от Волгоградской областной Думы, являлся заместителем председателя комитета по науке, образованию, здравоохранению, культуре и экологии, курирующим последнее направление. За эту работу в 2004 г. получил почетные грамоты Счетной палаты РФ, Совета Федерации РФ и Волгоградской областной думы.